# إيمي تشيلدز
ايمي اندريا تشيلدز (بالإنجليزية: Amy Childs)‏ (ولدت في 7 يونيو 1990) شخصية تلفزيونية , عارضة أزياء، سيدة أعمال ومصمم الأزياء إنجليزية.

## روابط خارجية
- الموقع الرسمي
- إيمي تشيلدز على موقع IMDb (الإنجليزية)
- إيمي تشيلدز على موقع كينوبويسك (الروسية)